# Frankie Amaya
Franuel Amaya, detto Frankie (Santa Ana, 26 settembre 2000), è un calciatore statunitense, centrocampista del Los Angeles FC in prestito dal Toluca.

## Caratteristiche tecniche
È un trequartista.

## Carriera

### Nazionale
Nel 2018 con la nazionale Under-20 statunitense ha preso parte al campionato nordamericano Under-20 2018.